# Arachthos
Der Arachthos (griechisch Άραχθος, auch Artotinos oder Potamos tis Artas ‚Fluss von Arta‘) ist ein Fluss in der Region Epirus in Griechenland. Er entspringt südlich von Metsovo und nordöstlich von Ioannina im Regionalbezirk Ioannina im Pindos-Gebirge (Lakmos-Massiv) und fließt in südwestlicher Richtung auf das Ionische Meer zu, in das er nach 110 Kilometern im Ambrakischen Golf südlich von Arta mündet.

## Verlauf
Der Ursprung des Arachthos ist die nördliche Flanke des Lakmos-Gebirgszugs im Regionalbezirk Ioannina südlich der Ortschaft Metsovo. Der hier entspringende Quellfluss wird als Metsovitikos bezeichnet. Er erhält auch kleine Zuflüsse aus den westlichen Ausläufern des Mavrovouni östlich von Metsovo. Der Metsovitikos umfließt zunächst die namensgebende Ortschaft Metsovo in deren Süden sowie im Norden der Ortschaft Anilio im Bogen und wendet sich dann nach Nord-Nordwest bis zur Ortschaft Votonosi. Bei Votonosi vollführt der Metsovitikos eine Verlaufsänderung um circa 75° nach Südwesten und fließt entlang der Nordflanke des Lakmos-Massivs in einem engen Tal entlang der Ortschaften Megalo und Mikro Peristeri auf die Ostflanke des Driskos, einem südlichen Ausläufer des Mitsikeli-Massivs zu. In Höhe der Ortschaft Raches fließt der Metsovitikos mit dem Fluss Dipotamos zusammen. Ab diesem Zusammenfluss wird der weitere Verlauf des Flusses als Arachthos bezeichnet.
Der Dipotamos kann als zweiter Quellfluss des Arachthos aufgefasst werden. Er entspringt als Zagoritikos östlich des Pamvotida-Sees in Epirus an der Nordflanke des Mitsikeli-Massivs, nordwestlich der Ortschaft Manasi und nordöstlich der Stadt Ioannina. Der Zagoritikos verläuft unmittelbar nach seiner Quelle in einem ostwärts geführten Bogen um die nordöstlichen Ausläufer des Mitsikeli-Massiv und fließt östlich dessen nach Südosten. Er bildet dabei die östliche Begrenzung des Mitsikeli-Massivs. Der erste Zufluss des Zagoritikos ist der Lakos. Südlich der Ortschaft Miliotades bei der Ortschaft Potamia erhält der Zagoritikos einen aus Nordosten vom Koukouroutzos-Massiv (1.785 m) kommenden Zufluss, den Vardas. Ab dem Zusammenfluss von Vardas und Zagoritikos wird der weiter nach Südosten verlaufende Fluss als Dipotamos bezeichnet. Der Dipotamos setzt sein Flussrichtung nach Südosten ab seiner Entstehung fort. Hierbei verläuft er in häufigen Flussbiegungen durch das von ihm geschaffene Tal östlich und südöstlich des Mitsikeli-Massivs und dessen südlichen Ausläufers, dem Driskos. Wenige Kilometer im weiteren Verlauf ab Potamia flussabwärts überquert die Autobahn 2 (Europastraße 90) den Dipotoamos samt seinem Tal aus dem Driskos-Massiv kommend mit einer über 1.000 m langen und 80 m hohen Talbrücke (Arachthos-Brücke). Etwas weiter südlich überquert auch die Nationalstraße 6 von Ioannina nach Metsovo den Dipotamos mit einer deutlich kleineren Brücke. Weiter südlich fließt der Dipotamos mit dem aus Ostnordost kommenden Metsovitikos in Höhe der Ortschaft Raches zusammen und bildet nachfolgend den dann als Arachthos bezeichneten Fluss.
Nach der Einmündung des Dipotamos verschmälert sich das Tal des Arachthos deutlich. Der Fluss ändert auch seine Richtung nach Süden und fließt entlang der Westflanke des Lakmos-Massivs mit den Ausläufern Kroukia (1.758 m Höhe) und Kria Vrysi (1.393 m Höhe) sowie der Ostflanke des Driskos auf die Ortschaft Potamia in der Gemeinde Pamvotida zu. Diese wird in deren Osten südwestlich der Ortschaft Kotomista passiert. Der Fluss ändert nach dieser Passage seine Fließrichtung im unverändert engen Tal nach Südwesten; vorher erhält er aus Nordosten kommend den kleinen Zufluss Goura aus der Südwestflanke des Lakmos. Der jetzt nach Südwesten verlaufende Fluss begrenzt die Landschaft der Chouliarochoria nach Norden hin. Die namensgebende Ortschaft Chouliarades wird in einigen Kilometern Entfernung westlich passiert, wobei der Fluss seine Richtung erneut nach Süden ausrichtet. Der in dem Tal zwischen Chouliarades im Norden und Ambelochori im Süden aus dem Osten kommende Fluss Kalaritikos mündet südlich der Ortschaft Asteritsa in den Arachthos. Der Verlauf des Kalaritikos markiert die Grenze zwischen dem Lakmos-Massiv im Norden und dem Tzoumerka-Massiv im Süden. Die westliche Begrenzung der Arachthos-Tals bildet die Ostflanke des Xerovouni-Massivs.
Etwas weiter südlich im Verlauf des Arachthos mündet im spitzen Winkel aus Nord-Nordost kommend der Zufluss Raftanitis in den Arachthos. Kurz vor der Einmündung des Raftanitis überspannte die Plaka-Brücke, eine 1866 errichtete Steinbogenbrücke aus osmanischer Zeit, den Arachthos. Sie stürzte am 1. Februar 2015 in Folge ungewöhnlich heftigen Hochwassers ein. Der Arachthos setzt seine Fließrichtung nach Süden fort und passiert in einem leichten westwärts gerichteten Bogen verlaufend die Ortschaft Koukoulia. Etwas nördlich der Ortschaften Kryoneri und Vathikambos mündet von Osten her kommend die Goura in den Arachthos ein. Anschließend schwenkt der Arachthos in seinem Verlauf für eine kurze Strecke nach Süd-Südwest bis zur Ortschaft Trapezaki. Unmittelbar südlich der Ortschaft Trapezaki weitet sich der Arachthos stark auf und geht in den nördlichen Ausläufer des Pournari-Stausees über. Wie bei anderen Stauseen in Griechenland, vor allem im Pindos-Gebirge, folgt der Verlauf des Pournari-Stausees dem „ehemaligen“ Flussverlauf des Arachthos und beschreibt einen leichten Bogen nach Westen gerichtet von Nord nach Süd. In der Mitte dieses Bogens mündet aus dem Osten von der Westflanke der Ori Valtou her kommend der Fluss Kalendini (benannt nach der gleichnamigen Ortschaft). Der Zufluss des Kalentinis wird dabei ab der Ortschaft Melates ebenfalls zu einem Teil des Pournari-Stausees, so dass dieser aus der Luft betrachtet die Form eines um 90° entgegen dem Uhrzeigersinn gedrehten „T“ erhält. Der Staudamm des Pournari-Sees befindet sich 4,5 km nordöstlich der Stadt Arta. Dieser Staudamm wird auch als Pournari I bezeichnet; im weiteren Verlauf des Arachthos findet sich ein erheblich kleinerer Stausee, der Pournari II. Beide Stauseen bzw. Staudämme (Pournari I und II) werden zur Stromerzeugung und zur Gewinnung von Wasser zu Bewässerungszwecken in der Landwirtschaft in der Ebene von Arta genutzt.
Nach dem zweiten Pournari-Staudamm fließt der Arachthos in die Ebene von Arta ein und in einem Bogen von Norden nach Süden um die Stadt Arta (das antike Amvrakia oder Ambrakia) herum. Der Scheitelpunkt des Bogens liegt im Westen von Arta. Nahe diesem Scheitelpunkt überquert die Brücke von Arta aus dem 16. Jahrhundert den Arachthos. Unmittelbar südlich dieser Brücke aus osmanischer Zeit findet sich die Brücke der Nationalstraße 5 (Ioannina-Arta-Messolongi). Im nördlichen Teil des Arachthos-Bogens um die Stadt Arta überquert die Ionia Odos (Autobahn 5) mit einer neuen Brücke den Arachthos. Nach dem bogenförmigen Verlauf um die Stadt Arta fließt der Arachthos mit Mäandern durch die südlich der Stadt gelegene Ebene in südsüdöstlicher Richtung auf den Ambrakischen Golf zu, in welchen er bei der Ortschaft Kommeno in Form eines Deltas mündet.

## Wasserwirtschaftliche Bedeutung
Der Arachthos liegt mit seinem Einzugsgebiet auf der regenreichen Westseite des Pindos-Gebirges in Griechenland. In dieser Region werden jährliche Regenmengen von mehr als 1.000 mm registriert: Arta 1.666 mm pro Jahr, weiter nördlich in Plaka 1.614 mm und in Tsimovo 1.413 mm pro Jahr. Dieser Wasserreichtum verhilft dem Arachthos zu, im Vergleich zu anderen griechischen Flüssen, hohen Wassermengen; der Arachthos ist daher auch ganzjährig wasserführend. Die wasserwirtschaftliche Nutzung des Arachthos erfolgt vor allem über den Pournari-Stausee (Pournari I) 4,5 km nördlich von Arta (Lage des Staudamms). Der Pournari-See bedeckt eine Fläche von etwa 20 Quadratkilometern und wurde 1981 fertiggestellt. Das im Pournari-See aufgestaute Wasser des Arachthos wird für Bewässerungszwecke in der Landwirtschaft und zur Stromgewinnung eingesetzt. Hinsichtlich der Bewässerung wird das Wasser des Pournari-Sees für die Versorgung der Ebene von Arta mit einer Fläche von 45 km² verwendet.
Der mittlere Durchfluss des Arachthos beträgt 61 m³ pro Sekunde, nach anderen Angaben 69,8 m² pro Sekunde. Der gesamte Wassereintrag des Arachthos in den Ambrakischen Golf betrug 1974 2,2 Milliarden Kubikmeter Wasser pro Jahr. 1995 bis 1997 maß das griechische Ministerium für Landwirtschaft eine maximale jährliche Wassermenge von 3,3 Milliarden Kubikmeter Wasser pro Jahr, die mittlere wurde mit 1,9 Milliarden Kubikmeter pro Jahr angegeben. Diese Wassermengen ermöglichen auch die Stromgewinnung. Die Pournari I und II Kraftwerke mit jeweils 3 Turbinen liefern 300 und 30 Megawattstunden Elektrizität pro Jahr. Hierbei werden Durchflussmengen von 323 beziehungsweise 4,5 Hektokubikmeter Wasser je Stunde benötigt.
Neben der Gewinnung von Elektrizität und Wasser zum Zweck der Bewässerung in der Landwirtschaft wird den Staudämmen auch durch ihre Regulierung der Durchflussmengen eine Schutzwirkung gegenüber Überschwemmungen zugeschrieben.

## Geschichte
Der Arachthos wurde in der Antike als Grenze zwischen Hellas und Epirus angesehen. Eine Grenzstadt war dabei Amvrakia (Ambrakia), die heutige Stadt Arta. Östlich des Arachthos lag die antike Landschaft Akarnanien, welche sich bis zum Fluss Acheloos erstreckte. Nördlich und westlich des Arachthos lagen die antiken Landschaften Molossis, Chaonia und Thesprotis mitsamt der dazugehörigen Stämme. Ab der Unabhängigkeit 1821 bis zu den Neuordnungen der Londoner Botschafterkonferenz im Zerfall des Osmanischen Reiches, dem „Kranken Mann am Bosporus“, war der Arachthos (Arta) die Grenze zwischen dem Königreich Griechenland und dem osmanischen Albanien.
Das Dorf Kommeno an der Mündung des Arachthos südlich von Arta war am 16. August 1943 während der deutschen Besatzung Griechenlands im Zweiten Weltkrieg Schauplatz eines Massakers einer Gebirgsdivision der deutschen Wehrmacht an 317 Einwohnern des Dorfes.